# La Mulatière
La Mulatière è un comune francese di 6 653 abitanti situato nella metropoli di Lione della regione Alvernia-Rodano-Alpi.

## Società

### Evoluzione demografica
Abitanti censiti